# 대한민국 민법 제536조
대한민국 민법 제536조는 동시이행의 항변권에 관한 민법 채권법상 조문이다.
본조 제2항은 공평과 신의칙에 근거하여 쌍무계약에서 대가관계 있는 채무의 이행을 담보하기 위하여 선이행의무자라 하더라도 상대방의 이행이 곤란할 현저한 사유가 있는 때에는 자신의 의무이행을 거절할 수 있도록 하는 권리를 부여하고 있다.

## 조문
제536조 (동시이행의 항변권) ① 쌍무계약의 당사자일방은 상대방이 그 채무이행을 제공할때까지 자기의 채무이행을 거절할 수 있다. 그러나 상대방의 채무가 변제기에 있지 아니하는 때에는 그러하지 아니하다.
② 당사자일방이 상대방에게 먼저 이행하여야 할 경우에 상대방의 이행이 곤란할 현저한 사유가 있는 때에는 전항 본문과 같다.

## 비교 조문
일본민법 제533조(동시이행의 항변) 쌍무계약의 당사자의 일방은 상대방이 그 채무의 이행을 제공할 때까지는 자기의 채무이행을 거절할 수 있다. 다만, 상대방의 채무가 변제기에 없을 때에는 그러하지 아니하다.

## 사례
아파트 수분양자의 중도금 지급의무는 아파트를 분양한 건설회사가 수분양자를 아파트에 입주시켜 주어야 할 의무보다 선이행하여야 하는 의무이나, 건설회사의 신용불안이나 재산상태의 악화 등은 민법 제536조 제2항의 건설회사의 의무이행이 곤란할 현저한 사유가 있는 때 또는 민법 제588조의 매매의 목적물에 대하여 권리를 주장하는 자가 있는 경우에 매수인이 매수한 권리의 전부나 일부를 잃을 염려가 있는 때에 해당하여, 아파트 수분양자는 건설회사가 그 의무이행을 제공하거나 매수한 권리를 잃을 염려가 없어질 때까지 자기의 의무이행을 거절할 수 있고, 수분양자에게는 이러한 거절권능의 존재 자체로 인하여 이행지체 책임이 발생하지 않으므로, 수분양자가 건설회사에 중도금을 지급하지 아니하였다고 하더라도 그 지체책임을 지지 않는다.

## 판례
- 임대차계약의 기간이 만료된 경우에 임차인이 임차목적물을 명도할 의무와 임대인이 보증금에서 연체차임등 당해 임대차에 관하여 명도시까지 생긴 모든 채무를 청산한 나머지를 반환할 의무는 동시이행의 관계에 있다.[3]
- 채권자의 가등기를 말소할 의무와 채무자의 소유권이전등기절차를 이행할 의무가 동시이행의 관계에 있는 경우, 채권자의 가등기말소의무는 채무자의 소유권이전등기절차이행의무가 이행불능이 됨으로 인하여 발생한 채무자의 손해배상의무와도 여전히 동시이행의 관계에 있다.[4]
- 계속적 거래관계에 있어서 재화나 용역을 먼저 공급한 후 일정 기간마다 거래대금을 정산하여 일정 기일 후에 지급받기로 약정한 경우에 공급자가 선이행의 자기 채무를 이행하고 이미 정산이 완료되어 이행기가 지난 전기의 대금을 지급받지 못하였거나 후이행의 상대방의 채무가 아직 이행기가 되지 아니하였지만 이행기의 이행이 현저히 불안한 사유가 있는 경우에는 민법 제536조 제2항 및 신의성실의 원칙에 비추어 볼 때 공급자는 이미 이행기가 지난 전기의 대금을 지급받을 때 또는 전기에 대한 상대방의 이행기 미도래채무의 이행불안사유가 해소될 때까지 선이행의무가 있는 다음 기간의 자기 채무의 이행을 거절할 수 있다. 민법 제536조 제2항에서의 '상대방의 채무이행이 곤란할 현저한 사유'라 함은 계약 성립 후 상대방의 신용불안이나 재산상태의 악화 등 사정으로 반대급부를 이행받을 수 없게 될지도 모를 사정변경이 생기고 이로 인하여 당초의 계약 내용에 따른 선이행의무를 이행하게 하는 것이 공평의 관념과 신의칙에 반하게 되는 경우를 말한다.[5]

## 참고 문헌
- 대한변협신문 2013.06.10 판례평석- 민법 제536조 제2항 소정의 ‘불안의 항변권 발생사유’를 제한적으로 해석해야 하는지 여부- 대법원 2012. 3. 29. 선고 2011다93025 판결
- 김천수. "民法 제536조 同時履行抗辯權 規定 適用의 範圍와 效果." 성균관법학 20.3S (2008): 583-611.
- 김동훈. "민법 제536조 제2항(불안의 항변권)의 개정론." 법학논총 25.2 (2012): 55-76.

## 같이 보기
- 동시이행의 항변권
- 쌍무계약